# Алаи (Ређо ди Калабрија)
Алаи је насеље у Италији у округу Ређо ди Калабрија, региону Калабрија.
Према процени из 2011. у насељу је живело 108 становника. Насеље се налази на надморској висини од 651 м.